# Jeredy Hilterman
Jeredy Hilterman (* 20. Juni 1998 in Haarlem) ist ein surinamisch-niederländischer Fußballspieler. Der Stürmer steht in Deutschland bei Arminia Bielefeld unter Vertrag.

## Karriere

### Verein
Hilterman spielte in der Jugend beim HFC EDO, AZ Alkmaar und Willem II Tilburg, ehe er 2017 zum FC Utrecht wechselte. Hier kam er zunächst für die Reservemannschaft Jong FC Utrecht in der zweitklassigen Eerste Divisie zum Einsatz. In der Spielzeit 2020/21 erzielte er 19 Saisontore, so dass er zeitweise in die in der Eredivisie antretende Profimannschaft hochgezogen wurde. Dabei kam er zu drei Erstligaeinsätzen ohne Torerfolg. Im Sommer des Jahres schloss er sich daher dem Ligakonkurrenten FC Emmen an, der ihn jedoch bereits im folgenden Wintertransferfenster an den Zweitligisten NAC Breda weitertransferierte. In der Rückrunde der Zweitliga-Spielzeit 2021/22 konnte er jedoch nicht an die vorhergehenden Erfolge anknüpfen und kam bei seinem neuen Klub nicht über die Rolle eines Ergänzungsspielers hinaus. 
Im Juli 2022 unterzeichnete er daher einen Zwei-Jahres-Vertrag mit Option auf Verlängerung beim Ligakonkurrenten Almere City. Mit 14 Toren im Laufe der Spielzeit 2022/23 war er am Erreichen der Aufstiegsspiele zur Eredivisie als Tabellendritter beteiligt, am Ende setzte sich der Klub dort durch und erreichte die höchste Spielklasse. In der Eredivisie war er jedoch anfangs nur Ersatzmann, daher verlieh ihn der Klub ab August an seinen in der zweiten Liga spielenden Jugendklub Willem II Tilburg aus. Abermals gehörte er zu den besten Torschützen der zweiten Liga, mit 16 Saisontoren trug er als bester vereinsinterner Torschütze zur Zweitligameisterschaft bei. 
Anfang Juli 2024 verpflichtete der deutsche Drittligist Arminia Bielefeld Hilterman.
Nach einem halben Jahr in Bielefeld wurde Hilterman im Januar 2025 bis zum Saisonende an den niederländischen Zweitligisten SC Cambuur verliehen, um nach einer Fußverletzung Spielpraxis zu sammeln.

### International
Hilterman spielt international für die Nationalmannschaft Surinams. Sein erstes Länderspiel absolvierte er am 27. März 2022 bei der 0:1-Niederlage seiner Mannschaft im Spiel gegen Thailand. Am 22. September 2022 erzielte Hilterman sein erstes Tor beim 2:1-Sieg seiner Mannschaft über Nicaragua.

## Erfolge
- Meister der Eersten Divisie: 2023/24